# 法蘭克·懷特
小法蘭克·懷特（英語：Frank White Jr.，1950年9月4日—），為美國職棒大聯盟的二壘手。18年職棒生涯皆效力於堪薩斯市皇家，他在退休後曾擔任過球評和球隊教練，目前是美國傑克森縣的縣長。

## 職業生涯
懷特在1973年升上大聯盟，起初他因為分擔掉了當家二壘手Cookie Rojas的出賽時間導致他不受球迷喜愛。不過之後他便和喬治·布列特共同出賽1914場比賽，一度寫下單一球隊的隊友所共同保持的共同出賽紀錄。這紀錄一直到1995年才被老虎隊的艾蘭·川默和盧·懷泰克打破。
懷特生涯一共入選5次明星賽，拿下8座金手套獎和1座銀棒獎。1977年，他曾連續出賽62場比賽無任何守備失誤。1980年，他拿下美聯冠軍賽的MVP。
懷特在1985年和1986年皆穩定輸出單季22轟，1985年世界大賽，大聯盟取消指定打擊，因此懷特便擔任中心棒次。1986年的明星賽，懷特在比賽中敲出一支陽春砲，幫助美聯拿下勝利。1990年，40歲的懷特宣布退休，留下2成55的打擊率，敲出160轟與886分打點。另外他生涯也曾兩度達成完全打擊。

## 退休之後

1995年，皇家隊將懷特的20號球衣正式退休。

退休後，懷特先後在紅襪和皇家隊擔任一壘指導教練。他原本要在2007年後接任皇家隊總教練，不過後來由特雷·希爾曼接任，而懷特則轉居幕後。目前他在美國職業棒協的堪薩斯市君王隊擔任一壘指導教練。

## 邁入政壇
2014年，懷特加入民主黨，並通過黨內初選獲得競選傑克森縣縣長的資格。
2016年1月11日，懷特被選為該縣縣長。之後他又再連任一次。

## 紀念

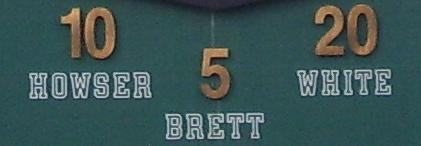
懷特的20號成為皇家隊史第三個被退休的號碼

1994年，懷特入選密蘇里州運動名人堂。隔年7月2日，皇家隊宣布正式退休他的20號球衣，並將他引薦至皇家隊名人堂內。

## 生涯打擊數據
| 出賽次數 | 打席 | 打數 | 得分 | 安打 | 二安 | 三安 | 全壘打 | 打點 | 盜壘 | 保送 | 三振 | 打擊率 | 上壘率 | 長打率 | 整體攻擊指數 | 觸身球 |
| -------- | ---- | ---- | ---- | ---- | ---- | ---- | ------ | ---- | ---- | ---- | ---- | ------ | ------ | ------ | ------------ | ------ |
| 2324     | 8468 | 7859 | 912  | 2006 | 407  | 58   | 160    | 886  | 178  | 412  | 1035 | .255   | .293   | .383   | .675         | 30     |

## 外部連結
- 法蘭克·懷特在美國職棒（英语）
- 法蘭克·懷特在Baseball-Reference.com（大聯盟）（英语）
- 法蘭克·懷特在Baseball-Reference.com（小聯盟以及海外聯盟）（英语）
- 法蘭克·懷特在ESPN（MLB）（英语）
- 法蘭克·懷特在FanGraphs.com（英语）

| 前任： Bob Watson Charlie Moore | 完全打擊 1979年9月26日 1982年8月3日 | 繼任： Iván DeJesús 小卡爾·瑞普肯 |